# Rendsburger Ruderverein
Rendsburger Ruderverein (RRV) ist der Name eines Sportvereins aus Rendsburg.

## Geschichte und Lage
Der Verein wurde am 26. Juni 1910 gegründet. Das Bootshaus liegt an der Ober-Eider.

## Bekannte Sportler
Lauritz Schoof war 2012 und 2016 Olympiasieger im Doppelvierer und ist der einzige olympische Medaillengewinner des Vereins. Schoof war 2015 Weltmeister und gewann zuvor zweimal Silber. 2013 wurde Schoof Europameister im Doppelvierer.
Gunda Reimers und Janet Radünzel gewannen 1995 Weltmeisterschaftsbronze im Leichtgewichts-Vierer ohne Steuerfrau. Reimers wurde 1997 Weltmeisterin in dieser Bootsklasse. 2000 gewannen Reimers und Radünzel Bronze im Leichtgewichts-Zweier ohne Steuerfrau. 2001 wurde dann auch Radünzel Weltmeisterin, zusammen mit der Dresdnerin Claudia Blasberg siegte sie im Leichtgewichts-Doppelzweier, im Jahr darauf wurden die beiden Zweite. 2003 wurde Radünzel Dritte im Leichtgewichts-Einer.